# Тесера
Тесера (лат. tessera; множина tesserae) представља облик рељефа у виду бројних гребенова карактеристичан за висока подручја на планети Венери, и вероватно на Нептуновом месецу Тритону. Претпоставља се да су настале услед извијања и разбијања површинских делова коре, што упућује на постојање локализованих бочних кретања на површини ових небеских тела.
Тесере на Венери се обично налазе на висинама између 1.000 и 3.000 метара и на радарским снимкама представљене су у изразито светлијим тоновима, за разлику од глатких вулканских платоа који имају знатно слабији албедо те су представљени тамнијим одсјајем. Највећи објект овог типа је Фортуна тесера (пречника око 2.800 км) на континенту Иштар тера на северу Венере.